# Basset hound
Een basset of basset hound (ook wel bassethond) is een laagbenige jachthond van Engels-Franse afkomst. Kenmerken van de basset hound zijn een robuuste bouw, korte poten, losse hoofdhuid, afhangende onderste oogleden en lange oren. De kortharige vacht is meestal driekleur (zwart-wit-bruin) of rood-wit. De Franse term 'basset' betekent zoveel als laaggesteld en verwijst naar de bouw van de hond.

## Functie
De basset hound is gefokt voor de jacht op klein wild zoals vossen, hazen en konijnen. Door zijn lage bouw beweegt hij zich gemakkelijk door struikgewas en kan hij tijdens het speuren voortdurend zijn neus op de grond houden, wat voor grotere jachthonden lastig is. De basset hound drijft het wild in meuteverband op in de richting van de jager en geeft steeds met luid geblaf aan waar het wild zich bevindt. De hond werd ook wel gebruikt om aangeschoten wild op te sporen.

## Geschiedenis
Het ras stamt af van verschillende Franse en mogelijk Belgische typen laagbenige jachthonden, waarvan de meeste inmiddels uitgestorven zijn. Toen de Engelsen in 1860 de Franse basset (basset artésien normand) ontdekten, kruisten ze het ras met de bloedhond om de fragiele lichaamsbouw te verbeteren. Dit leverde de huidige basset hound op.

## Karakter volgens fokkers
De basset hound wordt omschreven als een intelligente, rustige, aanhankelijke en zachtaardige hond met een groot uithoudingsvermogen. Omdat hij van oorsprong werd gefokt als meutehond is de basset hound zeer sociaal ingesteld. Dat maakt hem heel geschikt als gezinshond maar hij kan moeilijk alleen zijn. De hond is gefokt om tijdens de jacht veelvuldig zijn stem te laten horen en dit zal hij ook doen als hij alleen wordt gelaten. De basset hound kan goed overweg met kinderen.

## Sport
Dankzij hun speurzin en doorzettingsvermogen presteren deze speurhonden goed bij Clean Boot Hunting.
Ze vinden bewegen ook heel leuk.

## Trivia
- In de Nederlandse filmkomedie De dwaze lotgevallen van Sherlock Jones (1975) speelt een basset hound een belangrijke rol.
- Inspecteur Columbo wordt regelmatig vergezeld door zijn basset.

Alpenländische dachsbracke ·
American foxhound ·
Anglo-Français de petit vénerie ·
Ariégeois ·
Basset artésien normand ·
Basset bleu de Gascogne ·
Basset fauve de Bretagne ·
Basset hound ·
Beagle ·
Beagle-harrier ·
Beierse bergzweethond ·
Billy ·
Black and tan coonhound ·
Bloedhond ·
Bosanski ostrodlaki gonic barak ·
Brandlbracke ·
Briquet griffon vendéen ·
Chien d'Artois ·
Crnogorski planinski gonic ·
Dalmatiër ·
Drever ·
Duitse brak ·
Dunker ·
Eesti hagijas ·
Erdélyi kopó ·
Finse brak ·
Foxhound ·
Français blanc et noir ·
Français blanc et orange · 
Français tricolore ·
Gończy Polski ·
Grand anglo-français blanc et noir ·
Grand anglo-français blanc et orange ·
Grand anglo-français tricolore · 
Grand basset griffon vendéen ·
Grand bleu de Gascogne ·
Grand Gascon saintongeois ·
Grand griffon vendéen ·
Griffon bleu de Gascogne ·
Griffon fauve de Bretagne ·
Griffon nivernais ·
Haldenstøvare ·
Hamiltonstövare ·
Hannoveraanse zweethond ·
Harrier ·
Hellinikos ichnilatis ·
Hygenhund ·
Istarski kratkodlaki gonic ·
Istarski ostrodlaki gonic ·
Ogar polski ·
Otterhound ·
Petit basset griffon vendéen ·
Petit bleu de Gascogne ·
Petit Gascon saintongeois ·
Poitevin ·
Porcelaine ·
Posavski gonic ·
Pronkrug ·
Sabueso español ·
Schillerstövare ·
Schweizer Laufhund ·
Schweizerischer Niederlaufhund ·
Segugio italiano (korthaar) ·
Segugio italiano (ruwhaar) ·
Segugio maremmano ·
Slovensky kopov ·
Smalandstövare ·
Srpski gonic ·
Srpski trobojni gonic ·
Steirische rauhhaarbracke ·
Tiroler brak ·
Westfaalse dasbrak